# Alfonso Fernández Mañueco
Alfonso Fernando Fernández Mañueco, né le 29 avril 1965 à Salamanque, est un homme politique espagnol membre du Parti populaire.
Il est maire de Salamanque entre juin 2011 et décembre 2018.

## Biographie

### Vie privée
Alfonso Fernández Mañueco nait le 29 avril 1965 à Salamanque à l'hôpital de la Sainte Trinité. Il suit sa scolarité dans les collèges Francisco de Vitoria et Maestro Ávila.
Il est marié et père de deux filles.

### Formation et vie professionnelle
Étudiant de l'université de Salamanque, il est titulaire d'une licence en droit. En 1985, il fonde la première association d'étudiants de Castille-et-León (AEUS). Il est diplômé de l'École de pratique juridique de Salamanque. Il travaille comme commis dans un bureau d'avocats pendant deux ans puis comme coordinateur au groupe parlementaire populaire régional.

### Président de députation et conseiller régional
Il adhère aux Nouvelles Générations du Parti populaire à ses dix-huit ans. De 1993 à 2001, il en est le secrétaire général dans la province de Salamanque. En 1995, il est élu conseiller municipal de Salamanque et nommé membre de la députation provinciale de Salamanque. Il exerce en tant que vice-président de l'institution de gouvernement provincial de 1995 à 1996 lorsqu'il en est nommé président. Réélu en 1999, il quitte son poste le 19 mars 2001 lorsqu'il est nommé conseiller à la Présidence de la Junte de Castille-et-León par Juan Vicente Herrera.
En octobre 2002, il est nommé secrétaire général du PP de Castille-et-León puis il est élu député régional aux Cortes de Castille-et-León en représentation de la circonscription de Salamanque à l'occasion des élections régionales de 2003. Après les élections de 2007, il change d'attributions et se charge de l'Intérieur et de la Justice jusqu'en avril 2011.

### Maire de Salamanque
Il annonce postuler à la mairie de Salamanque le 10 décembre 2010 en vue des élections municipales du mois de mai suivant. Il remporte la majorité absolue des sièges du conseil municipal avec dix-huit conseillers face aux neuf sièges obtenus par le Parti socialiste ouvrier espagnol (PSOE). Il est logiquement investi maire de la ville le 11 juin 2011.
Il est à nouveau candidat lors des élections du 24 mai 2015. Sa liste termine première avec 39,17 % des voix et douze conseillers mais perd la majorité absolue qu'il détenait. Il est néanmoins réélu maire de Salamanque le 13 juin suivant par 12 voix pour, 4 abstentions et 11 voix contre grâce à un accord d'investiture avec Ciudadanos.

### Président du PP de Castille-et-León
Ayant remporté des élections primaires avec plus de quinze points de différence sur son principal rival, le maire de León Antonio Silván, il est officiellement investi le 1er avril 2017 lors du XIIe congrès régional grâce au soutien de 91 % des délégués. Il prend ainsi la suite de Juan Vicente Herrera à la présidence du Parti populaire de Castille-et-León. La branche régionale du PP doit en 2022 affronter une série de procès pour diverses affaires de corruption.

### Président de la Junte de Castille-et-León
Il rompt en décembre 2021 l'alliance qu'il formait avec les libéraux de Ciudadanos et renvoie de son gouvernement les conseillers appartenant à ce parti, puis annonce des élections anticipées, souhaitant profiter des sondages favorables. Ces derniers indiquent que le PP sortirait renforcé du scrutin, tandis que Ciudadanos pourrait perdre toute représentation au Parlement régional. Il forme par la suite une coalition avec le parti d’extrême droite Vox. 
Le gouvernement régional de Castille-et-León décide en 2023 d'imposer un examen psychologique aux femmes souhaitant avorter et de leur proposer, au cours de celui-ci, d'écouter les battements du cœur de l'embryon et de visualiser une échographie animée. Le gouvernement national dénonce dans ce moyen de pression « une atteinte aux droits des femmes ».
Son gouvernement lève en 2023, à l'approche des élections municipales, les contrôles sanitaires contre la tuberculose bovine afin de répondre à une demande ancienne et récurrente des éleveurs. Très contestée, la mesure est notamment dénoncée par le Collège officiel des vétérinaires de Salamanque, qui affirme que « les politiques, dans un acte d’irresponsabilité maximale, ont publié une loi que même le plus grand des ignares savait intenable » et accuse le gouvernement régional d’avoir mis en danger la « santé des personnes et des animaux » et la « réputation commerciale » de ses exportations. Madrid réagit en imposant un semi-confinement du bétail en Castille-et-Léon afin d’éviter les risques de propagation de la maladie.